# Vụ tin tặc tấn công các sân bay tại Việt Nam 2016
Vụ tin tặc tấn công các sân bay tại Việt Nam 2016 là vụ tấn công của các tin tặc (hacker) vào chiều 29 tháng 7 năm 2016 vào một số màn hình hiển thị thông tin chuyến bay tại khu vực làm thủ tục chuyến bay của các Sân bay quốc tế Tân Sơn Nhất, Sân bay quốc tế Nội Bài, Sân bay quốc tế Đà Nẵng, Sân bay Phú Quốc. Các màn hình của sân bay đã bị chèn những hình ảnh và nội dung câu chữ xúc phạm Việt Nam và Philippines, xuyên tạc các nội dung về Biển Đông. Hệ thống phát thanh của sân bay cũng phát đi những thông điệp tương tự. Đồng thời website của Vietnam Airlines cũng bị hack với 411.000 dữ liệu của hành khách đi máy bay đã bị hacker thu thập và phát tán. Cuộc tấn công website và hệ thống thông tin sân bay này được đánh giá là lớn nhất từ trước đến nay vào hệ thống thông tin hàng không của Việt Nam.

## Bối cảnh
Sau khi thua cuộc trước Philippines trong cuộc chiến pháp lý tại Tòa án Trọng tài thường trực ở The Hague trong vụ án Philippines kiện CHND Trung Hoa về đường lưỡi bò vào ngày 12 tháng 7 năm 2016, các chiến binh mạng Trung Quốc trút giận bằng các vụ tin tặc. Theo Anni Piiparinen trang trên Diplomat hôm 22/7, chỉ trong vài giờ sau Phán quyết PCA, ít nhất 68 website của chính phủ Philippines bị tấn công từ chối dịch vụ (DDoS).
Cuộc tấn công tin tặc này theo sau một cuộc tranh cãi dính líu tới một nữ du khách người Trung Quốc tại một trong hai phi trường đã bị hack, Sân bay quốc tế Tân Sơn Nhất. Nữ du khách này đã than phiền rằng, hộ chiếu của cô đã bị viết bậy trên trang có bàn đồ đường lưỡi bò, đánh dấu khu vực mà chính quyền Bắc Kinh cho là thuộc chủ quyền của mình ở Biển Đông. Những hộ chiếu CHND Trung Hoa cấp từ năm 2012 đã đổi bản đồ thêm vào đường lưỡi bò.

## Dấu hiệu bị tấn công mạng
Một nguồn tin có trách nhiệm của NLĐ cho biết từ 2 ngày trước khi xảy ra sự cố, hàng không Việt Nam đã nhận diện được dấu hiệu bị tấn công mạng, thể hiện ở một số hệ thống hoạt động chập chờn, không ổn định,... Do đó, hãng hàng không Vietnam Airlines đã lên ngay kế hoạch đề phòng, trước hết tự đóng cửa một số hệ thống phần mềm liên quan đến điều hành bay để không bị tấn công. Riêng phần mềm bán vé máy bay là chương trình mua của nhà cung cấp, máy chủ đặt tại Mỹ nên nhóm hacker 1937CN không can thiệp được. Song website của hãng vẫn cho hoạt động nên bị tấn công.

## Diễn biến
Cuộc tấn công của các tin tặc bắt đầu vào lúc 13 giờ 46 phút ngày 29 tháng 7 tại Cảng hàng không quốc tế Tân Sơn Nhất và 16 giờ 7 phút tại cảng hàng không quốc tế Nội Bài.
Các hệ thống máy tính làm thủ tục hàng không của Hãng Hàng không VietJet Air, Vietnam Airlines (bao gồm VASCO) tại nhà ga quốc nội của sân bay Tân Sơn Nhất, hệ thống thiết bị thông tin chuyên ngành hàng không (màn hình thông tin chuyến bay, màn hình máy tính phục vụ check-in tại quầy thủ tục của Vietnam Airlines, hệ thống phát thanh) tại Nhà ga hành khách T1 của sân bay Nội Bài bị tấn công xâm nhập mạng phải dừng hoạt động. Hai sân bay Đà Nẵng và Phú Quốc cũng trong tình trạng tương tự. Riêng với website của Vietnam Airlines, tin tặc tấn công bằng cách điều hướng sang một trang khác, đồng thời tiết lộ thông tin cá nhân bảo mật của các khách hàng.

## Thiệt hại
Ngoài việc thay đổi nội dung trên website của Vietnam Airlines bằng cách chiếm quyền domain và chuyển sang trang web xấu ở nước ngoài, nhóm hacker 1937CN còn tung ra danh sách các khách hàng của hãng hàng không này. Bằng Tập tin Microsoft Excel nặng khoảng gần 100 MB, nhóm tin tặc đã công khai các dữ liệu của hơn 400.000 thành viên Golden Lotus. Ban đầu tập tin này được chia sẻ trên trang Pastebin nhưng sau đó được lan truyền khắp các trang web bị tấn công.
Danh sách này cũng không chỉ có những khách hàng người Việt Nam mà còn có cả khách hàng nước ngoài đến từ nhiều quốc gia như Nga, Đức, Canada, Nhật Bản, Hàn Quốc... phần lớn khách hàng trong số này là các lãnh đạo, quản lý cơ quan Nhà nước, ngân hàng, doanh nghiệp lớn trong nhiều lĩnh vực... Những thông tin trong file dữ liệu bao gồm họ tên, ngày sinh, địa chỉ thường trú, đơn vị làm việc, số điện thoại, quốc tịch, ngày tham gia chương trình, điểm tích lũy, mật khẩu tài khoản GLP... Trong đó, địa chỉ email của khách hàng đã được thay thế bằng các ký tự xxxxx. Trong file dữ liệu khách hàng đã được đăng tải trên internet không thấy có thông tin về thẻ tín dụng. Các khách hàng lo lắng về khả năng thông tin thẻ có thể bị lấy cắp nhưng hacker không công bố mà để sử dụng vào mục đích khác.
Theo ông Vũ Ngọc Sơn - Phó Chủ tịch Phụ trách mảng chống mã độc của BKAV thì: " những gì hacker đăng tải công khai trên mạng chỉ là "phần nổi" trong số dữ liệu mà tin tặc nắm được. Và việc chia sẻ thông tin của hơn 400.000 khách hàng Golden Lotus, hacker muốn cho thấy chúng đã xâm nhập được sâu vào hệ thống của Vietnam Airlines thế nào. Nhưng chắc chắn chúng sẽ không đưa hết lên mạng và sẽ giữ lại các thông tin nhạy cảm, có thể là thông tin thẻ ngân hàng, cho mục đích riêng"
Tại các sân bay Phú Quốc, Đà Nẵng, Nội Bài, Tân Sơn Nhất, hành khách phải check-in bằng tay do Internet bị cắt để ngăn chặn hacker. Tại sân bay Nội Bài tất cả các màn hình và loa phát thanh tạm thời ngưng hoạt động để ngăn chặn hacker phát thông tin giả mạo. Các hãng hàng không phải sử dụng loa tay để thông báo cho khách. Hơn 100 chuyến bay bị ảnh hưởng, trong đó hàng chục chuyến bay bị chậm giờ từ 15 phút cho đến hơn 1 tiếng.

## Thủ phạm

Logo do nhóm hacker đưa lên màn hình hiển thị thông tin chuyến bay

Thủ phạm gây ra vụ tấn công được xác định do nhóm tin tặc 1937CN. 1937CN là nhóm tin tặc khá nổi tiếng và thuộc hàng mạnh nhất Trung Quốc. Nhóm này đã gây ra 36.820 cuộc tấn công ghi nhận được. Vào tháng 5 năm 2014, khi Trung Quốc hạ đặt giàn khoan HD-981 vào vùng biển Việt Nam tuyên bố chủ quyền, nhóm tin tặc này đã tấn công hàng trăm website của Việt Nam. Ngày Quốc khánh Việt Nam năm 2014, khoảng 450 website tại Việt Nam cũng bị tấn công bởi nhóm tin tặc 1937CN.
Ngày 30 tháng 7, trên website được cho là của nhóm 1937CN, nhóm này đã lên tiếng phủ nhận trách nhiệm trước các cáo buộc tấn công sân bay và hàng không Việt Nam. Còn các lãnh đạo tập đoàn công nghệ BKAV thì cho rằng "sự việc đang trong quá trình điều tra nên chưa thể cung cấp thông tin".

## Phản ứng
Sau khi xảy ra sự cố, các đơn vị phục vụ mặt đất đã triển khai kế hoạch ứng phó, chuyển sang làm thủ tục thủ công cho hành khách. Họ thực hiện các biện pháp khắc phục sự cố đang làm gián đoạn hoạt động của các chuyến bay. Cuộc tấn công của tin tặc đã ảnh hưởng nghiêm trọng đến quy trình phục vụ hành khách của ngành hàng không Việt Nam.
Theo lãnh đạo Trung tâm Ứng cứu khẩn cấp máy tính Viêt Nam (Bộ Thông tin và Truyền thông) thì đơn vị này thực hiện chức trách nhiệm vụ chủ trì, phối hợp với Cục an toàn thông tin, Cục An ninh kinh tế tổng hợp (A85), Cục An ninh mạng (A68), Cục cảnh sát phòng chống tội phạm công nghệ cao thuộc Bộ Công an, Tập đoàn Viettel, VNPT, FPT, Vietnam Airlines, ACV và các đơn vị liên quan để xử lý vụ tin tặc tấn công sân bay này. Vietnam Airlines và chương trình Lotusmiles (Bông sen vàng) thì có đề nghị các hội viên thay đổi ngay mật khẩu của tài khoản sau khi hệ thống được khắc phục. Hãng hàng không cũng khuyến nghị hành khách nên ra sân bay sớm hơn thường lệ để làm thủ tục lên máy bay.
Ngân hàng Nhà nước Việt Nam vừa có văn bản gửi đi ngày 30/7 đến các tổ chức tín dụng, các tổ chức trung gian thanh toán về việc cảnh báo tình hình tội phạm tấn công các hệ thống CNTT quan trọng của Việt Nam. Ngân hàng Nhà nước đề nghị các tổ chức tín dụng và các tổ chức trung gian thanh toán thực hiện ngay việc rà soát, kiểm tra tình hình an toàn an ninh hệ thống CNTT của đơn vị mình, đặc biệt là các hệ thống cung cấp dịch vụ cho khách hàng trên mạng Internet như hệ thống website, Internet Banking.
Bộ trưởng Thông tin và Truyền thông Trương Minh Tuấn đề nghị giới công nghệ Việt Nam cũng như các bên liên quan tuân thủ pháp luật, tránh hành vi khiêu khích, thách thức không cần thiết đối với các nhóm hacker nước ngoài.

## Nhận xét
Hiệp hội An toàn thông tin Việt Nam (VNISA) cho biết trong thông cáo phát đi chiều tối 1/8, cuộc tấn công vào hệ thống thông tin ngành hàng không được chuẩn bị công phu (sử dụng mã độc không bị nhận diện bởi các các phần mềm chống virus); xâm nhập cả chiều sâu (kiểm soát cả một số máy chủ quan trọng như cổng thông tin, cơ sở dữ liệu khách hàng) và chiều rộng (nhiều máy tính ở các bộ phận chức năng khác nhau, vùng miền khác nhau đều bị nhiễm); phát động tấn công đồng loạt và có liên quan tới các sự kiện kinh tế, chính trị.

## Diễn biến khác
Trang web của VFF cũng bị tấn công vào cùng này 29 tháng 7 và ngày 30 tháng 7 website của trường Đại học Kinh tế Quốc dân cũng bị tấn công.
Ngày 4 tháng 8, website của Trung tâm an ninh mạng Athena và ngày 5 tháng 8, website báo Sinh viên Việt Nam cũng bị tấn công.